# Scatchard plot

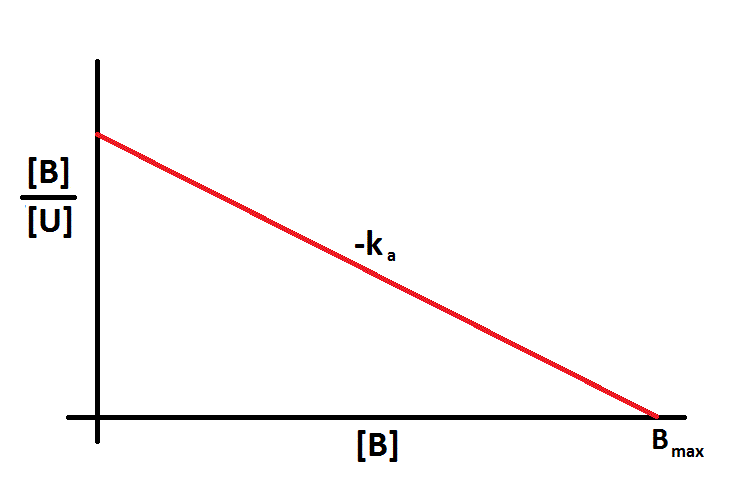
Scatchard plot

Een Scatchard plot is in de farmacologie een plot waarin de ratio gebonden/ongebonden ligand wordt uitgezet tegen de concentratie gebonden ligand. Hiermee wordt een rechte dalende lijn gekregen, waaruit men de volgende parameters kan opmaken:
- Bmax (totaal aantal bindingsplaatsen)
- K (totale affiniteit)

De Scatchard plot is vernoemd naar de Amerikaanse wetenschapper George Scatchard. 